# Lutherse kerk (Vlissingen)

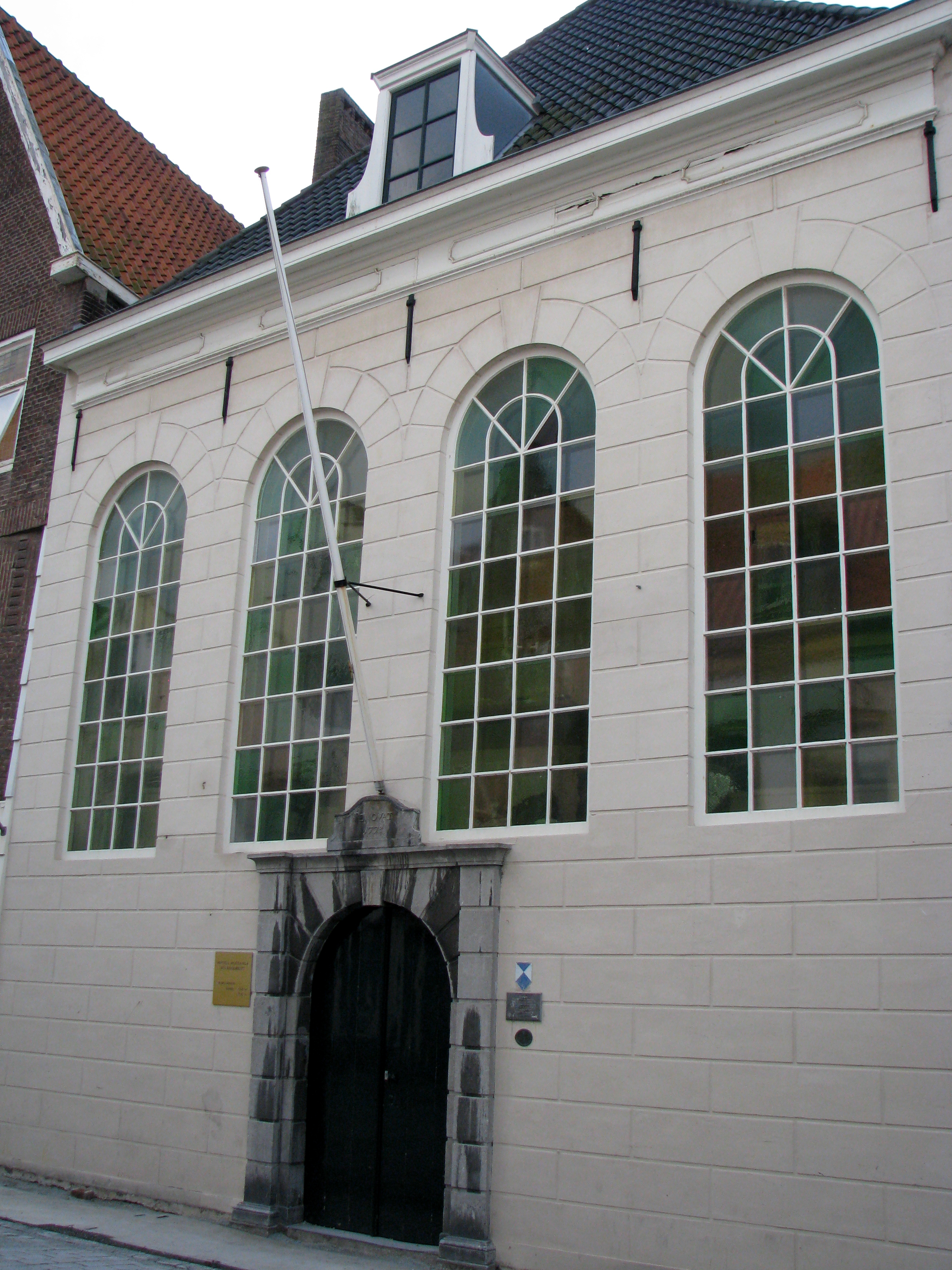
De Lutherse kerk in Vlissingen.

De Lutherse kerk in Vlissingen, in de Nederlandse provincie Zeeland, is gelegen aan de Walstraat 23.
Deze eenvoudige kerk is in 1735 gesticht op de grond waar het Schuttershof van Sint-Joris heeft gestaan. In 1778 is de kerk vergroot waaraan de steen boven de ingang herinnert (opschrift: 'Renovat 1778'). De kerk heeft een lijstgevel met boogvensters en ingangspartij met natuurstenen omlijsting. Bijzonder aan het interieur zijn de preekstoel in Lodewijk XIV-stijl, een houten lessenaar met een zwaan en een koperen lessenaar uit 1656.
Tijdens de beschieting van de Engelsen in 1809 liep de Lutherse kerk grote schade op die in de navolgende jaren is hersteld. Een grote restauratie volgde in 1904-1905. De Evangelisch Lutherse Kerk is tot 1988 in gebruik geweest bij de lutheranen. Sindsdien is de kerk in gebruik bij de Hersteld Apostolische Zendinggemeente. In 2000 is de kerk gerestaureerd.